# Irene Coronel
Irene Coronel es una deportista argentina que compitió en judo. Ganó una medalla de plata en el Campeonato Panamericano de Judo de 2001, en la categoría de –48 kg.

## Palmarés internacional
| Campeonato Panamericano | Campeonato Panamericano | Campeonato Panamericano | Campeonato Panamericano |
| Año                     | Lugar                   | Medalla                 | Categoría               |
| ----------------------- | ----------------------- | ----------------------- | ----------------------- |
| 2001                    | Córdoba (Argentina)     | Medalla de plata        | –48 kg                  |